# Lascoria albipunctalis
Lascoria albipunctalis är en fjärilsart som beskrevs av Druce 1891. Lascoria albipunctalis ingår i släktet Lascoria och familjen nattflyn. Inga underarter finns listade i Catalogue of Life.